# Къща от карти
„Къща от карти“ (на английски: House of Cards) е американски сериал.
Проследява политическата кариера на политика от Демократическата партия на САЩ Франсис Ъндърууд от председател на парламентарната група на партията в Камарата на представителите (долната камара на Конгреса), през вицепрезидент, до заемането на поста Президент на Съединените щати. Основни мотиви на сериала са политическата корупция и задкулисие във Вашингтон, както и динамичните взаимоотношения на Франсис Ъндърууд със съпругата му и впоследствие Първа дама Клеър.
Първият сезон излиза в Netflix на 1 февруари 2013 г. На 4 февруари 2014 г. сериалът е подновен за трети сезон, чиято премиера е на 27 февруари 2015 г. Подновен е и за четвърти сезон, чиято премиера е на 4 март 2016 година. На 30 октомври 2017 г. е обявено, че шестият сезон ще започне през 2018 г. и ще бъде последен. На следващия ден е обявено, че продукцията му е временно спряна, а на 3 ноември, че Кевин Спейси е уволнен от сериала.

## Актьорски състав
- Кевин Спейси – Франк Ъндъруд
- Робин Райт – Клеър Ъндъруд
- Майкъл Кели – Дъглас Стампър
- Майкъл Джил – Гарет Уокър, президент на САЩ
- Нейтан Дароу – Едуард Мийчъм
- Сакина Джефри – Линда Васкес
- Кристен Конъли – Кристина Галагър
- Махершала Али – Реми Дантън
- Рейчъл Броснахан – Рейчъл Поснър
- Себастиян Аркелъс – Лукас Гудуин
- Елизабет Нормънт – Нанси Кауфбъргър
- Кейт Мара – Зоуи Барс
- Джералд Макрейни – Реймънд Тъск
- Констанс Цимър – Джанин Скорски
- Кори Стол – Питър Русо
- Моли Паркър – Жаклин Шарп
- Редж И Кати – Фреди
- Лари Пайн – Боб Бърч
- Къртис Кук – Тери Уомак
- Сандрин Холт – Джилиън Коул
- Джейн Аткинсън – Катрин Дюран
- Дерек Сесил – Сет Грейсън
- Джими Симпсън – Гавин Орсей
- Джоана Гоинг – Патриша Уокър
- Бен Даниълс – Адам Галоуей
- Борис Макгайвър – Том Хамършмид
- Джеръми Холм – Нейтан Холм
- Кейт Лин Шейл – Лиса Уилямс
- Гил Бирмингам – Даниъл Ланагин

## „Къща от карти“ в България
В България сериалът започва да се излъчва на 17 октомври 2014 г. по bTV.
На 4 ноември 2015 г. започва излъчване на трети сезон по bTV Cinema. На 29 ноември 2019 г. започва шести сезон от вторник до събота от 01:30 и завършва на 10 декември.
От седми епизод на първи сезон дублажът е на студио VMS. Ролите се озвучават от артистите Ева Демирева, Елена Бойчева, Сава Пиперов от първи до пети сезон, Александър Митрев от първи до пети, Любомир Младенов в шести, Станислав Димитров, в шести, Георги Георгиев – Гого до шести епизод на първи сезон и Момчил Степанов от седми епизод до края на сериала.